# NGC 6806
NGC 6806 (również PGC 63416) – galaktyka spiralna z poprzeczką (SBc), znajdująca się w gwiazdozbiorze Strzelca. Odkrył ją John Herschel 5 września 1834 roku.
W galaktyce tej zaobserwowano supernową SN 2014cr.